# 青春映画
青春映画（せいしゅんえいが）は、若者特有の夢や挫折、友情や初恋、冒険と旅立ちを描いた映画のジャンルである。

## 概要
ベストセラーになった文学作品を映画化したものも多い。このジャンルでは、往々にして1作で映画の新しいスターを生み出してきた。
スポーツ、悲恋、仲間との友情、試練とその克服などテーマはほとんどこのジャンルでは一定のものである。それを時代の流行などでアレンジし、繰り返し焼きなおしては製作されているが、いつの時代にもそれなりに共感と賛同を集められるのが、このジャンルである。
ただ、それぞれの作品は、その舞台となった時代の社会階級間の対立、家族や宗教、エスニック集団同士の間の抗争などを背景にして若者の恋愛の悲劇を描いたりすることが多い。古典的な作品としては、『ロミオとジュリエット』がある。この作品自体が何度も映画化されたばかりでなく、『ウエスト・サイド物語』を始めとする、時代・国などの設定を変えた多くの翻案作品を派生した。
1990年代頃からは、より多様な問題を扱うようになり、思春期の性、女子高生、いじめ、レイプ、おたく、アルコール依存症、薬物乱用、妊娠、中絶、貧困、殺人、精神障害、性的少数者など、それまで比較的タブーだった事案を直接的に表現する作品が増えている。

## 代表的な作品
- 藍色夏恋
- 愛と青春の旅だち
- アウトサイダー
- 青い山脈
- 遊び
- 冒険者カミカゼ -ADVENTURER KAMIKAZE-
- あの夏、いちばん静かな海。
- アメリカン・グラフィティ
- いまを生きる
- ウエスト・サイド物語
- エデンの東
- エドワード・ヤンの恋愛時代
- 大人は判ってくれない
- カップルズ
- キッズ・リターン
- きっと、うまくいく
- 牯嶺街少年殺人事件
- 狂った果実
- グローイング・アップ
- けんかえれじい
- 恋する惑星
- 子供たちの城
- サタデー・ナイト・フィーバー
- さよなら、僕らの夏
- さらば青春の光
- JKエレジー
- 少年の君
- 深呼吸の必要
- ジャック・ニコルソンの嵐の青春
- スタンド・バイ・ミー
- ストリート・オブ・ファイヤー
- 青春残酷物語
- 青春デンデケデケデケ
- 草原の輝き
- ソウルメイト/七月と安生
- 卒業
- ダイナー
- 太陽に突っ走れ
- 太陽の季節
- 小さな恋のメロディ
- デュー あの時の君とボク
- 転校生
- 天国の口、終りの楽園。
- 同級生
- 時をかける少女
- 突然炎のごとく
- トレインスポッティング
- 渚のシンドバッド
- 波の数だけ抱きしめて
- バスケットボール・ダイアリーズ
- 二十才の微熱
- 初体験/リッジモント・ハイ
- 八月の濡れた砂
- はちどり
- 花とアリス
- ビッグ・ウェンズデー
- ブレックファスト・クラブ
- 風櫃の少年
- 冒険者たち
- ボーイ・ミーツ・ガール
- マイ・プライベート・アイダホ
- 幕が上がる
- マレーナ
- 無聲 The Silent Forest
- メイド・イン・ホンコン
- 野性の葦
- ライ麦畑の反逆児 ひとりぼっちのサリンジャー
- ラブ&ポップ
- リアリティ・バイツ
- リバース・エッジ
- 理由なき反抗
- ロミオ+ジュリエット
- 若草物語
- 若大将シリーズ
- 若者のすべて